# Justicia martinsoniana
Justicia martinsoniana är en akantusväxtart som beskrevs av Howard. Justicia martinsoniana ingår i släktet Justicia och familjen akantusväxter. Inga underarter finns listade i Catalogue of Life.